# Radiodonta
Radiodonta (букв. «зуби-спиці») — викопний ряд стовбурових членистоногих, який домінував у всьому світі протягом кембрійського періоду. Радіодонти відрізняються характерними фронтальними придатками, які були морфологічно різноманітними та використовувалися для широкого спектра функцій. Радіодонти були одними з перших великих хижаків, але серед них також були фільтратори та просіювачі осаду. Одними з найвідоміших видів радіодонтів є кембрійські таксони Anomalocaris canadensis, Hurdia victoria, Peytoia nathorsti, Titanokorys gainesi, Cambroraster falcatus та Amplectobelua symbrachiata. Пізніші представники включають підродину Aegirocassisinae з раннього ордовику Марокко та ранньодевонського представника Schinderhannes bartelsi з Німеччини.

## Визначення
У 2014 році клада Radiodonta була визначена філогенетично як клада, що включає будь-які таксони, ближчі до Anomalocaris canadensis, ніж Paralithodes camtschaticus. У 2019 році він був перевизначений морфологічно як тварини, що:
- мають головний карапаксний комплекс з центральним (H-) і бічними (P-) елементами;
- мають вирости (ендити) на фронтальних придатках, що несуть допоміжні «голочки»;
- мають редуковані передні стулки або смуги пластинок (щетинкові лопаті, англ. lamellae, setal blades);
- мають сильне звуження тіла дозаду[3].

## Опис

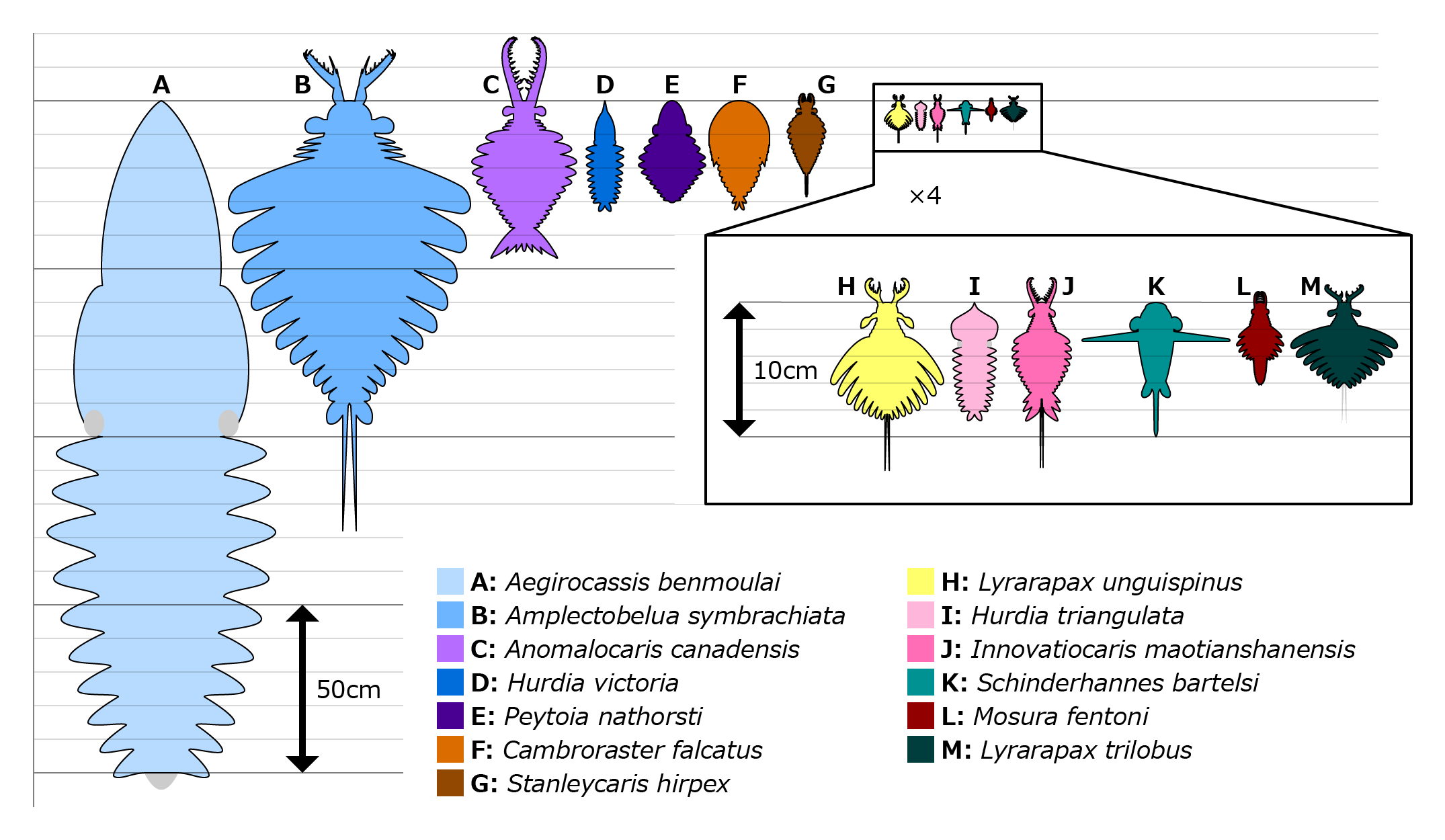
Порівняння розмірів радіодонтів

Більшість радіодонтів були значно більшими, ніж інші представники кембрійської фауни, з типовою довжиною тіла великих таксонів від 30 до 50 см. Найбільшим описаним радіодонтом був ранньоордовицький вид Aegirocassis benmoulai, який міг виростати до 2 м завдовжки. Майже повний екземпляр підрослої особини Lyrarapax unguispinus мав лише 18 мм завдовжки, що робить його одним з найменших відомих зразків радіодонтів (дорослі особини сягали 8,3 см).
Найбільшим відомим кембрійським радіодонтом був Amplectobelua, що сягав довжини до 90 см (на основі неповного зразка). Anomalocaris canadensis також був відносно великим, за оцінками, до 34,2—37,8 см, а кембрійський Titanokorys, представник родини Hurdiidae, наближався до 50 см в довжину.
Тіло радіодонта можна розділити на дві частини: голову і тулуб. Голова складалася лише з одного сегмента, відомого як очний соміт, вкритого склеритами. Сегмент голови ніс фронтальні придатки, вентральний ротовий апарат (ротовий конус) і фасеткові очі на стеблах. Тулуб, складається з численних сегментів, кожен з яких асоційований з парами стулок і зяброподібних структур (щетинкові лопаті).

## Палеоекологія

### Фізіологія

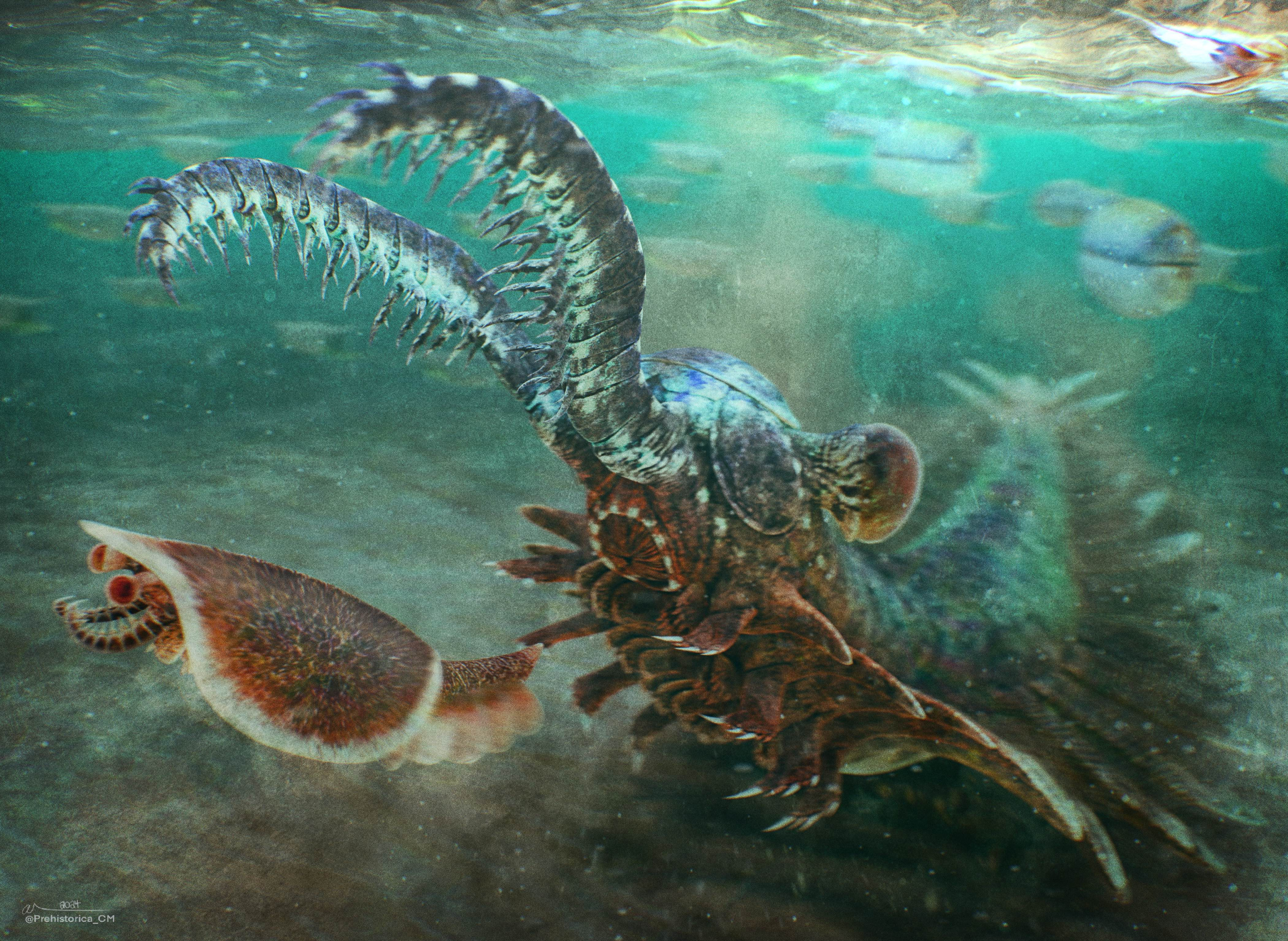
Реконструкція Shucaris, що використовує свої фронтальні придатки для захоплення Erratus, що тікає

Радіодонти вважаються нектонними, тобто вільно плаваючими, або придонними тваринами, оскільки їхня морфологія вказує на активний плавальний спосіб життя. Їхні м'язисті вентральні стулки, що накладаються одна на одну, могли просувати тварину по воді, можливо, рухаючись хвилеподібно, як у сучасних скатів та каракатиць. Пари спинних стулок, які у деяких видів утворюють хвостове віяло, могли допомагати керувати та/або стабілізувати тварину під час руху. Морфологія хвостового віяла в Anomalocaris навіть дозволяє припустити, що вони могли швидко змінювати напрямок плавання.
З іншого боку, деякі Hurdiidae мають риси, спеціалізовані для придонного способу життя, як, наприклад, Cambroraster з його куполоподібним Н-елементом, схожим на карапакс краба-мечохвоста.
Широка розповсюдженість решток екзоскелетів, таких як розчленовані фронтальні придатки та склерити голови, дозволяє припустити, що серед радіодонтів могла відбуватися масова линька, поведінка, яка також була зафіксована у деяких інших кембрійських членистоногих, таких як трилобіти.

### Дієта
Радіодонти мали різноманітні стратегії харчування. Їх можна класифікувати як хижаків, просіювачів осаду та фільтраторів. Наприклад, хижаки, такі як Anomalocaris та Amplectobeluidae, могли ловити рухливу здобич за допомогою своїх хижих фронтальних придатків. Останні навіть мали міцні ендити, щоб утримувати здобич, наче клішнями. Фронтальні придатки Caryosyntrips («лускунчика»), незвичні для радіодонтів тим, що його ендитоносні поверхні були спрямовані одна проти іншої. Вони могли маніпулювати здобиччю та, в теорії, розчавлювати її ножицеподібними рухами.
Міцні фронтальні придатки просіювачів осаду, таких як Hurdia та Peytoia, мали зубчасті ендити, увігнуті мезіально, які могли утворювати кошикоподібну пастку для загрібання осаду та передачі їжі до добре розвиненого ротового конуса. Ендити фронтальних придатків фільтраторів, таких як Tamisiocaris та Aegirocassis, мали гнучкі, щільно упаковані допоміжні «голочки», які могли фільтрувати органіку (мезозоопланктон та фітопланктон) до 0,5 мм.